# コアセルベート
コアセルベート（英：coacervate）とは、水溶液の液-液相分離（LLPS）によって生じる、濃厚な高分子水溶液の液滴である。希薄な溶液に分散した形で生成する。コアセルベートを生成する相分離のことをコアセルベーション (coacervation) という。コアセルベートと周囲の希薄相は熱平衡にあり、膜がなくとも安定した区画として存在できる。
コアセルベートという用語は、1929年にオランダの化学者ヘンドリック・G・ブンゲンベルク・デ・ヨングとヒューゴ・R・クルイトが親液性コロイド分散液を研究中に作った造語でである。ラテン語の coacervatio に由来し、「集合体」や「塊」という意味をもつ。生化学者のオパーリンによる提唱以来、生命の起源や進化に重要な役割を果たしたとする説がある。
コアセルベートは疎水性相互作用によって形状が維持されており、浸透圧を有する。油のようなものが水からの反発によって集まった有機物の小球と言える。

## 発生
親水コロイド水溶液に水和作用を低下させるような物質を加えると、コロイド粒子の周辺だけに液層分子への親和力が発生し、離れた液層分子には親和力が発揮されない。例えば、ゼラチン液にアルコール類を加えるとコアセルベートが生成する（単純コアセルベート）。
また、コアセルベートは複数の親水コロイド水溶液の混合や親水コロイド溶液への沈殿剤投入によっても発生する。例えば、温度やpHを適当に調整した緩衝液にゼラチン水溶液とアラビアゴム水溶液を滴下すると生成する。このとき、コロイドと液層は帯電の正負が互いに異なる（複合コアセルベート）。
他、親水コロイド溶液と疎水コロイド溶液の混合などによっても生成する。
物質のミクロカプセル化が行えることから感圧紙の製造に応用されており、染料や創薬への応用も検討されている（ミクロスフィア）。

## 生命の起源説
コアセルベートは分裂・融合・周囲の物質の吸収などを起こす性質がある。また界面によって外界と自己（コロイド）を隔て、内部で取り込んだ物質の化学反応を起こしえる。さらに、ポリペプチドや糖類はコロイド溶液となりえることから、コアセルベートは細胞または生命の起源に関連しているという説が存在している。特に、この分野を科学的に最初に詳しく論じたソ連の生化学者アレクサンドル・オパーリンが生命発生の元になる姿のモデルとしてこれを取り上げたことで注目された。
チャールズ・ダーウィンは、現在の生命は共通祖先に由来すると提唱する中で、生命の系統樹が単純なものだとすれば、はるかにさかのぼったときすべての生命はただ一つの共通祖先（ur-organism）にたどりつき、それは非常に単純で原始的なものであろうという可能性について触れていた。ここで起こる疑問は、その最初の生き物はどこからきたのか、ということである。
最初の「ur-organism」がどのようにして非生物の有機物から生まれてきたかを説明するためにコアセルベートを考えたのがオパーリンであった。彼は、天然物質に太陽光（特に紫外線）が無酸素下に照射されることによって有機化合物が生成し、ときどきより大きな分子へと再結合し、それがコロイド、ひいてはコアセルベートの生成に結びついたのだろうと考えた。一見、コアセルベートは生きた細胞にも似ていることから、オパーリンはそれらが最終的に単純な生命となりえるまで複雑化したと考えた。
この説は、最初の生命の形成に関する現在の説にもなんとなく似てはいるが、コアセルベートが直接最初の細胞となったとは、もはや考えられていない。現在の説では、無生物から細胞に至る前にはもっと多くの段階を通過してきたと考えられているからである。